# Strážnicko
Strážnicko este o arie protejată (arie specială de conservare — SAC, sit de importanță comunitară — SCI) din Republica Cehă întinsă pe o suprafață de 181,45 ha, integral pe uscat.

## Localizare
Centrul sitului Strážnicko este situat la coordonatele 48°53′42″N 17°16′21″E / 48.895°N 17.2725°E.

## Înființare
Situl Strážnicko a fost declarat sit de importanță comunitară în aprilie 2005 pentru a proteja 1 specie de animale. Situl a fost protejat și ca arie specială de conservare în septembrie 2015.

## Biodiversitate
Situată în ecoregiunea panonică, aria protejată nu include niciun habitat protejat.
La baza desemnării sitului se află o specie protejată de  nevertebrate: fluturele purpuriu (Lycaena dispar).